# Извори међународног кривичног права
Извори међународног кривичног права могу се делити на основу различитих критеријума. Најважније су поделе које деле изворе на: 
- међународне и националне
- непосредне и посредне
- главне и споредне

## Међународни извори

### Међународни уговори
Међународни уговори су најважнији извор међународног кривичног права. Норме које прописују уговори у овој области не могу се најчешће директно примењивати (услед тога што су одредбе релативно уопштене и не прописују санкције), већ се по ратификацији ових докумената врши одговарајућа измена националног кривичног законодавства.
У области међународног кривичног права постоји огроман број конвенција (неки аутори говоре о преко 300 инструмената међународног кривичног права) од којих се по значају издвајају:
- Конвенција о спречавању и кажњавању злочина геноцида из 1948. године
- Женевске конвенције из 1949. године са два допунска протокола 1977. године
- Конвенција за заштиту културних добара у случају оружаног сукоба из 1954. године
- Конвенција о укидању свих облика расне дискриминације из 1965. године
- Европска конвенција о кажњавању тероризма из 1977. године
- Конвенција о забрани развоја, производње, складиштења и употребе хемијског оружја и њиховом уништавању из 1993. године
- Конвенција Уједињених нација против транснационалног организованог криминала са допунским протоколима из 2001. године

Слична ситуација је и у области кривичног процесног права, где је такође неопходно изменити домаће законодавство, као нпр. у случају међународног пакта о грађанским и политичким правима из 1966. године.
У ову област спадају и билатерални уговори, пре свега из области међународне помоћи у кривичним стварима који се примењују непосредно, заједно са одговарајућим одредбама кривичног и кривичнопроцесног законодавства.
Нове тежње у овој области исказују се кроз Римски статут, који се примењује као непосредни извор међународног кривичног права за државе које му приступе и које га ратификују. Овај уговор је постао вероватно најзначајнији важећи документ у овој области и показује улазак међународног кривичног права у нову фазу, фазу супранационалног кривичног права.

### Обичајно право и општи правни принципи
Обичајно право у области међународног права може имати само значај допунског извора права, у областима као што су азил, имунитет и екстрадиција. Разлог зашто се овим нормама не могу прописивати кривична дела и санкције је што оне нису довољно прецизне и само њихово постојање може некада бити спорно, што се коси са начелима међународног кривичног права.
У случају општих правних принципа који признају цивилизоване нације, ситуација је слична јер се до ових начела долази тумачењем и то у случају правних празнина, што би се опет супротстављало начелу законитости. 

### Судске одлуке и доктрина
Ови извори имају одређени значај. Доктрина, као и у другим областима права, сразмерно губи значај са стварањем нових и прецизних правних прописа. Судске одлуке, тј. судска пракса може бити од великог значаја за јасније дефинисање употребљених термина у правним прописима. Историјски, највећи значај до сада је имала Нирнбершка пресуда, али је судска пракса и даље врло оскудна и нов развој на овом пољу треба очекивати тек са праксом Међународног кривичног суда.

### Одлуке међународних организација
У систему извора међународног права, одлуке међународних организација немају јасно место (нису наведене у члану 38 Статута Међународног суда правде). Спор око правног значаја ових одлука (пре свега резолуција и декларација УН) и даље траје, неки од њих могу представљати извор међународног кривичног права. Чак и у случају препорука, оне имају значаја за стварање кривичног права, развој обичајног права, као и потврду општих правних принципа. У вези са овом врстом извора нарочито су значајне резолуције Савета безбедности којима су основани ад хок трибунали за Југославију и Руанду. У погледу тога да ли ове резолуције представљају извор међународног кривичног права постоје различита становишта.

### Извори права које примењује Међународни кривични суд
Римски статут Међународног кривичног права директно прописује које право ће примењивати овај суд. У члану 21 прописује се да ће суд примењивати:
- првенствено Римски статут, Елементе бића кривичног дела и Правила поступка и извођења доказа
- када је оправдано - одговарајуће уговоре, принципе и правила међународног права, укључујући и усвојене принципе међународног права оружаног сукоба
- уколико није могуће применити ниједан од горенаведених извора примењују се општи правни принципи, а кад је оправдано и национални закони држава које би иначе биле надлежне поводом конкретног кривичног дела (уколико нису у супротности са Статутом суда, међународним правом и нормама и стандардима)
- одређени значај придаје се и судској пракси, али само Међународног кривичног суда, у смислу тумачења принципа и правила на уједначен начин

## Национални извори

### Закон
Закон је једини главни и непосредни извор националног кривичног права, а има и велики значај у области међународног кривичног права јер се националним законима имплементирају одредбе конвенција из области међународног кривичног права. Слична ситуација је у области кривичног процесног права, тј. у материји међународне кривичне помоћи.

### Подзаконски акти
Прописима који имају нижи ранг од закона не могу се прописивати кривична дела, нити пак институти општег дела кривичног права. Међутим, они могу бити допунски извори кривичног права онда када кривични закон упућује на њих. То је пре свега случај код тзв. бланкетних кривичних дела (када се кривичноправна норма сазнаје из одредби других прописа и закона). Бланкетне одредбе јављају се и у области међународног кривичног права, али се као извор који испуњава садржину норме овде јављају конвенције, обичајно међународно право и друго.